# Parque de la Aigüera

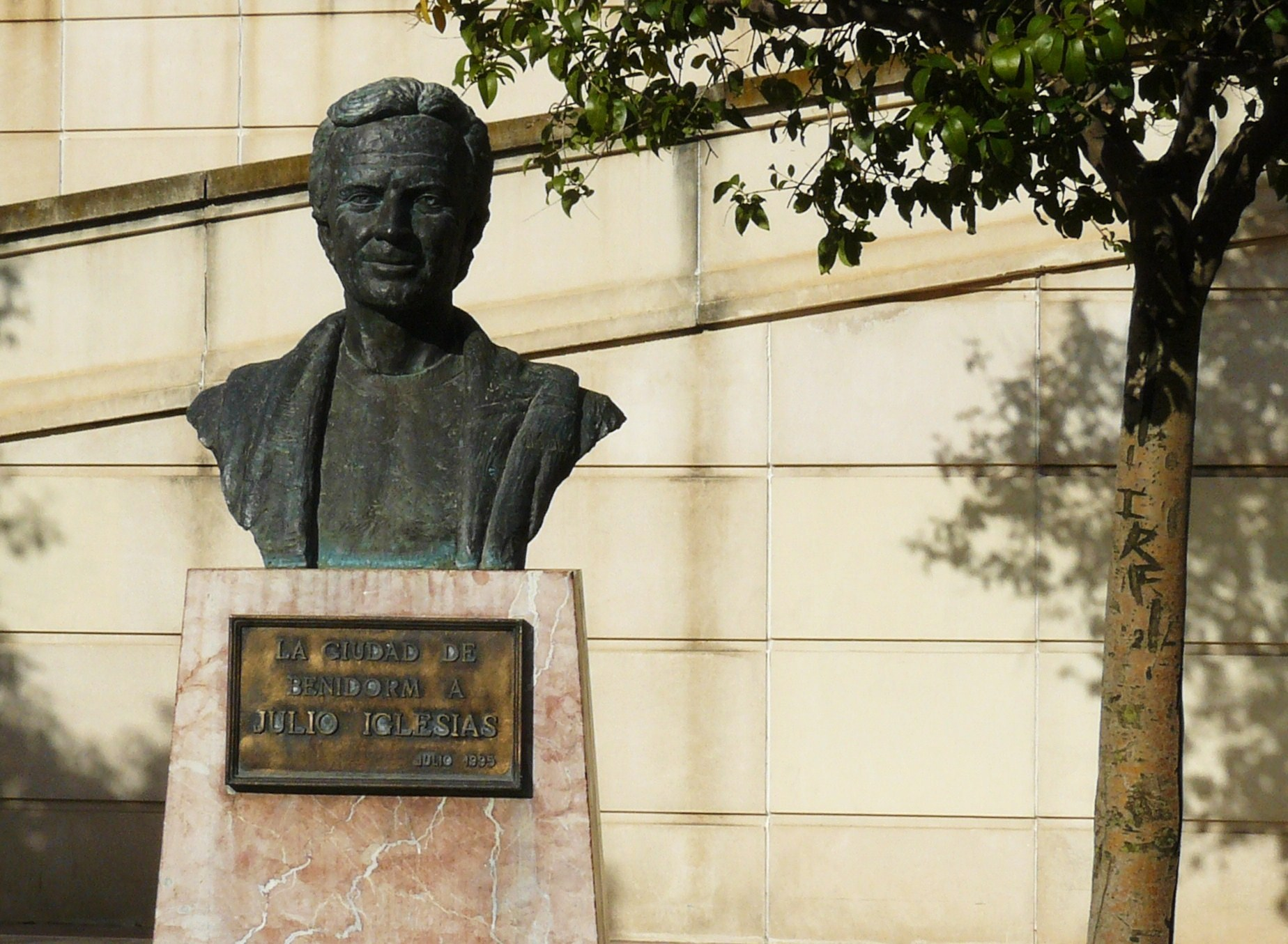
Busto de Julio Iglesias, en el Parque de la Aigüera.

El Parque de la Aigüera es un parque lineal ubicado en la zona centro de la ciudad de Benidorm (España). Tuvo un coste de 2000 millones de pesetas.
Fue diseñado por el arquitecto catalán Ricardo Bofill a finales de la década de 1980. Comienza a la altura de la Casa consistorial de Benidorm, sede del ayuntamiento de la ciudad, y, con un trazado lineal, finaliza antes de llegar a las vías del TRAM. 
Alberga la Casa consistorial de Benidorm y el Auditorio Julio Iglesias, sede de numerosos eventos, además de un busto en honor al cantante español. Junto al parque se sitúa la Plaza de toros de Benidorm.